# 성악 음역
성악 음역은 사람이 노래할 수 있는 소리의 높낮이 범위이다.
성악 음역이 여러 가지로 나뉘어 있는 이유는 남자와 여자의 신체적인 특징이 다르고, 개개인의 특징 또한 다르기 때문에, 낼 수 있는 소리의 높낮이도 서로 다르기 때문이다. 어린이 (초등학교 1~6학년이나 그 이전)나 변성기가 아직 오지 않은 중학교 1~2학년 청소년의 경우, 변성기가 오지 않았기 때문에 여성의 음역인 소프라노, 메조소프라노, 알토를 그대로 따른다. 중학교 3학년~고등학교 1학년 남자들은 남성의 음역인 소프라니스트, 카운터테너, 테너, 바리테너, 바리톤, 베이스 바리톤, 베이스를 따른다.